# Ultimo tango a Zagarol
Ultimo tango a Zagarol è un film del 1973 diretto da Nando Cicero.
Commedia all'italiana con protagonista Franco Franchi, parodia del celebre Ultimo tango a Parigi diretto da Bernardo Bertolucci.

## Trama
Franco è stanco della moglie Margherita che lo tiene a dieta, lo tradisce con l'amante che vive in soffitta e lo tratta come schiavo tuttofare nel suo albergo a ore. Franco porta pesanti valigie cariche di attrezzi erotici e persino clienti nascosti in custodie per strumenti musicali. Franco è a dieta di tutto, persino di sesso, la moglie non si concede e non lo fa mangiare, lo costringe a farsi un panino con il burro, sognando rapporti erotici.
Per questo se ne va a vivere in un appartamento (non arredato); incontra poi una ragazza che lo coinvolge in giochi erotici particolari, dà vita a una relazione, che si rivela però fallimentare e nel tempo libero interpreta un documentario surreale. Franco vaga per le strade di Roma indossando un cappotto cammello e sfoggiando un’espressione depressa. Quando la moglie fa finta di morire pur di farlo tornare, Franco si illude di aver finalmente terminato di tirare la cinghia, ma così non è: non è infatti lui a trattare l’amante come oggetto, bensì l'amante, che impone all’uomo un potere da donna dominatrice.

## Produzione
Nonostante il titolo, la pellicola non fu girata a Zagarolo, ma a Roma. Il riferimento alla cittadina laziale si riscontra verso il finale del film, nella lunga scena della gara di ballo, intitolata Coppa Zagarol.
L'appartamento in affitto, definito topaia dal portinaio, è in realtà situato all'ultimo piano del prestigioso Palazzo del Ragno, nel Quartiere Coppedè.

## Accoglienza

### Incassi
La pellicola ebbe un ottimo riscontro commerciale, incassando circa 950 milioni di lire.

### Critica
Il film riscosse, a sorpresa, un certo successo anche da parte della critica, fino ad allora assai poco tenera nei confronti delle pellicole di Franchi: provocatoriamente Goffredo Fofi affermò di preferire l'opera di Cicero all'originale parodiato, e persino Francis Ford Coppola e Robert De Niro ne furono entusiasti. È in questo senso sintomatica la rivalutazione a posteriori di Morando Morandini il quale, se nel suo Dizionario del 1998 ancora assegnava al film una stella, tacciandolo di essere solo una «noiosa parodia», nella versione del 2017 gliene assegna due e mezzo, definendolo più una cupa «rilettura» che una semplice satira dell'originale, e lodando l'interpretazione di Franchi.

## Curiosità
Franco Franchi, in una puntata di Mezzanotte e dintorni andata in onda il 24 gennaio 1990, ha raccontato: "Noi abbiamo sempre cercato di fare spettacolo senza mai infastidire il pubblico, magari... e non per colpa nostra, abbiamo fatto film con pochi mezzi ma film puliti, film che possono vedere tutti; ce n'è solo uno, guarda caso, che poi l'ho fatto da solo, Ultimo tango a Zagarol, dove litigai perché io non volevo che il film fosse vietato ai minori di 18 anni ma me lo fecero fare vietato ai minori di 14 anni.  Per me è stato un danno, io dissi a Riccione che per me questo film, Tango a Zagarol, vale per due: il primo e l'ultimo. Ma guarda caso, questo film venne inserito nei film da salvare, fra l'America e l'Europa".